# うつむきスマイル
「うつむきスマイル」は、近藤夏子の楽曲。自身が作詞・作曲」を手掛けた。近藤の3枚目のシングルとして2011年2月9日にワーナーミュージック・ジャパンよりリリースされた。

## 概要
前作より約半年ぶりにリリースされた。「うつむきスマイル」は、『ドォーモ』エンディングテーマ、『MUSIC FOCUS』オープニングテーマ、『アクセる★ビリー!』エンディングテーマ。「何度も何度でもスキになる」は、日本スキー発祥100周年イメージソングになっている。日本スキー発祥100周年委員会オフィシャルウェブサイトの「EVENT」ページで試聴が可能。

## 収録内容
全作詞・作曲：近藤夏子

### 初回限定盤

#### CD
1. うつむきスマイル [5:05]
  - 編曲：藤澤慶昌
2. 何度も何度でもスキになる [3:59]
  - 編曲：藤澤慶昌
3. 恋マジック [3:34]
  - 編曲：田中直

DVD
1. できれば君がイイ
2. 何度も何度でもスキになる

### 通常盤

#### CD
1. うつむきスマイル
2. 何度も何度でもスキになる
3. 恋マジック
4. 特別。 [5:44]
  - 編曲：板垣祐介